# وقريبا الظلام
وقريبا الظلام (بالإنجليزية: And Soon the Darkness)‏ هو فيلم إثارة أُصدر في الولايات المتحدة سنة 2010.

## طاقم التمثيل
- آمبر هيرد
- كارل أوربان
- أوديت أنابل

## القصة
الفيلم يعرض قصة فتاة تبحث عن صديقتها المفقودة وتواجه مواقف مرعبة.

## روابط خارجية
- وقريبا الظلام على موقع IMDb (الإنجليزية)
- وقريبا الظلام على موقع ميتاكريتيك (الإنجليزية)
- وقريبا الظلام على موقع روتن توميتوز (الإنجليزية)
- وقريبا الظلام على موقع نتفليكس (الإنجليزية)
- وقريبا الظلام على موقع قاعدة بيانات الأفلام العربية
- وقريبا الظلام على موقع ألو سيني (الفرنسية)
- وقريبا الظلام على موقع Turner Classic Movies (الإنجليزية)
- وقريبا الظلام على موقع أول موفي (الإنجليزية)
- وقريبا الظلام على موقع فيلمافينيتي (الإسبانية)
- وقريبا الظلام على موقع قاعدة بيانات الفيلم (الإنجليزية)